# Луцій Афраній (консул)
Луцій Афраній (115 — 46 роки до н. е.) — політичний та військовий діяч Римської республіки, консул 60 року до н. е., прихильник Гнея Помпея.

## Життєпис
Походив з плебейського роду Афраніїв. Син Авла Афранія. Його початку кар'єрі сприяв чоловік сестри — Гаї Афранії — сенатор Ліциній Буккон. 
У 75—72 роках до н. е. Луцій Афраній був легатом в Іспанії в армії Гнея Помпея під час війни із Серторієм. У 75 році до н. е. керував лівим флангом під час битви при Сукроні проти серторіанців — спочатку розбив ворога, але не втримав легіонерів від грабунків: у результаті Серторій зміг оговтатися й завдати поразки Афранію. Після цього Луцій Афраній узяв в облогу місто Каларугіс й з великими труднощами захопив його.
У 71 році до н. е. був претором, а з 70 до 69 року до н. е. був пропретором у Ближній Іспанії. Після повернення відсвяткував тріумф. У 66—61 році до н. е. служив легатом в армії Гнея Помпея під час війни із Мітридатом VI, царем Понту. У 66 році до н. е. очолював римські війська у Вірменії у ході походу Помпея до Іберійського царства. У 65 році до н. е. Афраній розбив парфян й захопив місцину Гордієну. Після цього рушив до Сирії скрізь Месопотамії, а згодом підкорив набатейських арабів.
Завдяки підтримці Помпея у 60 році до н. е. став консулом разом з Квінтом Цецилієм Метеллом Целером. Не зміг виявити політичного хисту, внаслідок чого розпорядження Гнея Помпея на сході не були затверджені. У 59 році до н. е. був проконсулом Цізальпійської Галлії.
У 57—55 роках брав активну участь у політичній боротьбі на боці Помпея, пропонуючи законопроєкти, які посилювали вплив й вагу Помпея. У 55 році до н. е. Афранія призначено легатом Гнея Помпея у Ближній Іспанії й надано у розпорядження 3 легіони; керував провінцією до 49 року до н. е. — початку громадянської війни. Після цього Афраній об'єднав свої сили з Марком Петреєм. Але Гай Цезар змусив помпеянців здатися під м. Ілерда.
Після цього Афраній приєднався до Гнея Помпея в Епірі, брав участь у битві при Діррахіумі. Після цього пропонував переправитися до Італії, але його думка не була підтримана. Під час битви при Фарсалі Луцій Афраній керував військовим табором. Після поразки втік до Африки, де у 46 році до н. е. брав участь у битві при Тапсі. Намагався втекти до Іспанії, але був схоплений цезаріанцем Сіттієм і страчений.

## Родина
- Луцій Афраній
- Авл Афраній